# Silene cryptoneura
Silene cryptoneura är en nejlikväxtart som beskrevs av Otto Stapf. Silene cryptoneura ingår i släktet glimmar, och familjen nejlikväxter. Inga underarter finns listade i Catalogue of Life.